# San Antonio Spurs
San Antonio Spurs (sl. Ostroge) so košarkarski klub, ki nastopa v ligi NBA. Igrajo v jugozahodnem oddelku Zahodne konference. Klub je bil ustanovljen leta 1967 pod imenom Dallas (Texas) Chaparrals. V NBA je bil sprejet leta 1976, takrat je že nastopal z imenom, pod katerim klub poznamo danes. V sezoni 1970-1971 se je ekipa imenovala Texas Chaparrals. Doslej so osvojili pet šampionskih prstanov v letih 1999, 2003, 2005, 2007 in 2014 .Glavni trener je Gregg Popovich, ki je srbskega rodu, lastnik moštva je Peter Holt. Največji zvezdniki so Kawhi Leonard, LaMarcus Aldridge, Manu Ginobili in Tony Parker.  
Člana Spursov sta bila tudi dva Slovenca, Beno Udrih ter dve sezoni Radoslav Nesterović. 
Spursi so edino profesionalno moštvo, ki ima svoj dom v San Antoniu in noben klub v NBA ni tako zelo povezan s krajem, v katerem igrajo, kot so Spursi. Igralci Spursov so namreč aktivni člani skupnosti San Antonia in mnogo bivših igralcev je tako ali drugače še vedno povezanih z mestom. Najbolj znana med njimi sta David Robinson, legendarni center, ki je ustanovitelj šole Carver Academy, in Malik Rose, ljubljenec navijačev, ki ima v mestu restavracijo Malik's Philly's Phamous.

## Znani igralci
- Tim Duncan
- Michael Finley
- Emanuel Ginobili
- Marcus Haislip
- Antonio McDyess
- Tony Parker
- Radoslav Nesterović
- Beno Udrih